# Liste der brasilianischen Botschafter in Libyen
Derzeit befindet sich keine Botschaft in Libyen.
| Ernannt       | Name                               | Bemerkungen | Mensagem Senado Federal | im Senat des Nationalkongress vorgestellt am | ernannt von               | akkreditiert während der Regierung von | Posten verlassen |
| ------------- | ---------------------------------- | --- | ----------------------- | -------------------------------------------- | ------------------------- | -------------------------------------- | ---------------- |
| 1. Jan. 1975  | Carlos Fernando Leckie Lobo        | |                         |                                              | Ernesto Geisel            | Muammar al-Gaddafi                     | 10. Jan. 1975    |
| 11. Jan. 1975 | Rose Marie Soares Romanz           | Geschäftsträgerin |                         |                                              | Ernesto Geisel            | Muammar al-Gaddafi                     | 12. Jan. 1975    |
| 13. Jan. 1975 | Carlos Fernando Leckie Lobo        | |                         |                                              | Ernesto Geisel            | Muammar al-Gaddafi                     | 27. Apr. 1975    |
| 28. Apr. 1975 | Luciano Ozório Rosa                | Geschäftsträger |                         |                                              | Ernesto Geisel            | Muammar al-Gaddafi                     | 10. Mai 1975     |
| 11. Mai 1975  | Carlos Fernando Leckie Lobo        | |                         |                                              | Ernesto Geisel            | Muammar al-Gaddafi                     | 25. Juni 1975    |
| 26. Juni 1975 | Luciano Ozório Rosa                | Geschäftsträger |                         |                                              | Ernesto Geisel            | Muammar al-Gaddafi                     | 25. Juli 1975    |
| 26. Juli 1975 | Carlos Fernando Leckie Lobo        | |                         |                                              | Ernesto Geisel            | Muammar al-Gaddafi                     | 22. Dez. 1975    |
| 23. Dez. 1975 | Luciano Ozório Rosa                | Geschäftsträger |                         |                                              | Ernesto Geisel            | Muammar al-Gaddafi                     | 31. Dez. 1975    |
| 1976          | Carlos Fernando Leckie Lobo        | |                         |                                              | Ernesto Geisel            | Muammar al-Gaddafi                     | 1984             |
| 1988          | Tarcísio Marciano da Rocha         | |                         |                                              | José Sarney               | Mifta al-Usta Umar                     |                  |
| 27. Juni 1989 | Regis Novaes de Oliveira           | [ 1 ] | MSF 256 de 1988         |                                              | José Sarney               | Mifta al-Usta Umar                     |                  |
| 18. Okt. 1989 | Regis Novaes de Oliveira           | zum Botschafter in Malta ernannt. | MSF 179 de 1989         |                                              | José Sarney               | Mifta al-Usta Umar                     |                  |
| 28. Feb. 2000 | Joaquim Luis Cardoso Palmeiro      | [ 3 ] | MSF 221 de 1999         | 9. Feb. 2000                                 | Fernando Henrique Cardoso | Zanati Mohamed al-Zanati               |                  |
| 4. Apr. 2002  | Joaquim Luís Cardoso Palmeiro      | zum Botschafter in Malta ernannt. | MSF 222 de 2001         | 27. Feb. 2002                                | Fernando Henrique Cardoso | Zanati Mohamed al-Zanati               |                  |
| 14. Sep. 2005 | Luciano Ozório Rosa                | gleichzeitig zum Botschafter in Malta ernannt. (* 18. Dezember 1939 in Rio de Janeiro) Sohn von Maria Luiza Ozório Rosa und Pedro Rosa, 1992: Botschafter in Maputo, 1993 Botschafter in Lobamba (Swasiland), 1994: Botschafter in Maseru (Lesotho), 1994: Botschafter in Daresalam, 1996: Botschafter in Victoria (Seychellen), 1997: Botschafter in Budapest | MSF 161 de 2005         | 30. Aug. 2005                                | Luiz Inácio Lula da Silva | Zanati Mohamed al-Zanati               |                  |
| 5. Juni 2009  | George Ney de Souza Fernandes      | [ 6 ] | MSF 77 de 2009          | 20. Mai 2009                                 | Luiz Inácio Lula da Silva | Imbarik asch-Schamich                  |                  |
| 14. Okt. 2009 | George Ney de Souza Fernandes      | zum Botschafter in Malta ernannt. | MSF 132 de 2009         | 26. Aug. 2009                                | Luiz Inácio Lula da Silva | Imbarik asch-Schamich                  |                  |
| 29. Juni 2012 | Afonso Álvaro de Siqueira Carbonar | (* 29. September 1959 in Rio de Janeiro) Sohn von Alcina Leme de Siqueira Carbonar und Orlando Soares Carbonar 2005 bis 2009: Geschäftsträger in Rom, 28. Mai bis 10. Juli 2011: Geschäftsträger in Damaskus | MSF 19 de 2012          | 16. Mai 2012                                 | Dilma Rousseff            | Mohamed Yusuf al Magariaf              |                  |